# Das Bildnis des Dorian Gray (1970)
Das Bildnis des Dorian Gray (Il dio chiamato Dorian, wörtlich: Der Gott namens Dorian) ist eine Verfilmung des gleichnamigen Romans von Oscar Wilde aus dem Jahr 1970. Regie führte der auch am Drehbuch beteiligte Massimo Dallamano, der die Geschichte in die damalige Gegenwart der späten 1960er- und 70er Jahre verlegte. Die Titelrolle des Dorian Gray spielte Helmut Berger. Die Kritik zeigte sich von dem am 22. April 1970 in Deutschland (einem der produzierenden Länder) erstaufgeführten Film wenig beeindruckt.

## Inhalt
Dorian Gray ist ein Playboy, der im Jet-Set der späten 1960er Jahre zu Hause ist. Sein Freund Basil malt ein Bild von ihm, das ihn nur mit einer Jeans und einem Halstuch bekleidet darstellt. Kunsthändler Wotton interessiert sich nicht nur für das Bild, sondern auch für das Modell Dorian. Er führt ihn in die große Gesellschaft ein; während Dorian jeder Versuchung erliegt und jeder Willensregung nachgeht, altert statt seiner sein Porträt; er selbst bleibt jung und schön. Als Dorian das erkennt, begreift er nach einer Aussprache mit Basil sein Schicksal, das ihn in der Leichtlebigkeit gefangenhält. Weil er neu beginnen will, ersticht er sich und somit sein junges Alter ego. Er bricht zusammen, nimmt im Tode die Züge des alten Alter ego des Porträts an und dieses zeigt ihn wieder als jungen schönen Mann.

## Kritik
„Der letzte Satz des Romans… trifft auch hier: „Seine Identität mit Dorian Gray konnte nur anhand der Ringe, die dieser zu tragen pflegte, festgestellt werden.“ Hier sind allein der Titel (cf. des Films) und gewisse Züge der Story, die an den Roman erinnern.“

„Dennoch, eine solche moderne Film-Version, wie sie der italienische Regisseur Massimo Dallamano ("Venus im Pelz") nun darbietet, hat Wilde nicht verdient. Da gibt sich Dorian, dargestellt vom Österreicher Helmut Berger, als verkommener Playboy der Jet-Set-Zeit, der es mit jeder und jedem treibt, für Geld und for love.“

„Oscar Wildes 1891 erschienener Roman in einer aufwendigen, aber konventionellen Neuverfilmung, die das gleichnishafte Geschehen in die späten 60er Jahre verlegt, aber nur eine nichtssagende "Kulissengegenwart" erreicht. Die "Modernität" des Films besteht vorwiegend in seinen erotischen Szenen.“